# Dibusa
Dibusa is een geslacht van schietmotten uit de familie Hydroptilidae.

## Soorten
Deze lijst is mogelijk niet compleet.
- D. angata HH Ross, 1939